# Copa do Mundo FIFA Sub-20 de 1985
A Copa do Mundo FIFA Sub-20 de 1985 foi disputado na União Soviética entre 24 de Agosto e 7 de Setembro de 1985. Esta foi a 5ª edição da competição, e a segunda vez ganha pelo Brasil.

## Fase de grupos

### Grupo A
| Selecção | Pts | J | V | E | D | GM | GS | +/- |
| -------- | --- | - | - | - | - | -- | -- | --- |
| Bulgária | 4   | 3 | 1 | 2 | 0 | 4  | 2  | +2  |
| Colômbia | 4   | 3 | 1 | 2 | 0 | 5  | 4  | +1  |
| Hungria  | 4   | 3 | 1 | 2 | 0 | 5  | 4  | +1  |
| Tunísia  | 0   | 3 | 0 | 0 | 3 | 2  | 6  | −4  |

| 24 de agosto  | Hungria                       | 2 – 2     | Colômbia                  | Estádio de Hrazdan, Erevan                 |
| 15:00 (UTC+4) | Pinter 59' (pen) · Zsinka 85' | Relatório | Pérez 88' · Rodríguez 89' | Público: 10 000 Árbitro: SWI George Sandoz |

| 24 de agosto  | Tunísia | 0 – 2     | Bulgária                   | Estádio de Hrazdan, Erevan                  |
| 19:00 (UTC+4) |         | Relatório | Mikhtarski 32' · Penev 78' | Público: 14 000 Árbitro: ENG Joseph Worrall |

| 26 de agosto  | Hungria                        | 2 – 1     | Tunísia    | Estádio de Hrazdan, Erevan                          |
| 19:00 (UTC+4) | Pinter 60' (pen) · Fischer 87' | Relatório | Touati 46' | Público: 19 000 Árbitro: PAR Juan Francisco Escobar |

| 27 de Agosto de 1985 | Colômbia    | 1–1       | Bulgária       | Hrazdan Stadium, Yerevan                           |
| 19:00                | Tréllez 74' | Relatório | Kalaydjiev 69' | Público: 15,000 Árbitro: Jassim Mandi Abdul-Rahman |

| 29 de Agosto de 1985 | Colômbia                | 2–1       | Tunísia      | Hrazdan Stadium, Yerevan                   |
| 18:30                | Castaño 19' Tréllez 68' | Relatório | Abdelhak 76' | Público: 9,000 Árbitro: Vladimir Kuznetsov |

| 29 de Agosto de 1985 | Hungria     | 1–1       | Bulgária       | Hrazdan Stadium, Yerevan                        |
| 19:00                | Fischer 80' | Relatório | Kostadinov 57' | Público: 17,000 Árbitro: Edgardo Codesal Méndez |

### Grupo B
| Selecção       | Pts | J | V | E | D | GM | GS | +/- |
| -------------- | --- | - | - | - | - | -- | -- | --- |
| Brasil         | 6   | 3 | 3 | 0 | 0 | 5  | 1  | +4  |
| Espanha        | 3   | 3 | 1 | 1 | 1 | 4  | 4  | 0   |
| Arábia Saudita | 3   | 3 | 1 | 1 | 1 | 1  | 1  | 0   |
| Irlanda        | 0   | 3 | 0 | 0 | 3 | 3  | 7  | −4  |

| 24 de Agosto de 1985 | Irlanda   | 1–2       | Brasil              | Boris Paichadze Stadium, Tbilisi        |
| 15:00                | Tuite 86' | Relatório | Balalo 20' Dida 80' | Público: 45,000 Árbitro: Nouhoum Traore |

| 24 de Agosto de 1985 | Arábia Saudita | 0–0       | Espanha | Boris Paichadze Stadium, Tbilisi             |
| 19:00                |                | Relatório |         | Público: 25,000 Árbitro: Antonio Evangelista |

| 26 de Agosto de 1985 | Irlanda | 0–1       | Arábia Saudita       | Boris Paichadze Stadium, Tbilisi            |
| 19:00                |         | Relatório | Al Dosari 54' (g.p.) | Público: 20,000 Árbitro: Berny Ulloa Morera |

| 27 de Agosto de 1985 | Brasil                 | 2–0       | Espanha | Boris Paichadze Stadium, Tbilisi         |
| 19:00                | Luciano 50' Balalo 65' | Relatório |         | Público: 20,000 Árbitro: Jamal Al Sharif |

| 29 de Agosto de 1985 | Irlanda                     | 2–4       | Espanha                         | Boris Paichadze Stadium, Tbilisi           |
| 19:00                | Mooney 51' Kelch 56' (g.p.) | Relatório | Fernando 3', 61 Losada 35', 85' | Público: 9,800 Árbitro: Jesús Díaz Palacio |

| 29 de Agosto de 1985 | Brasil     | 1–0       | Arábia Saudita | Boris Paichadze Stadium, Tbilisi        |
| 19:00                | Muller 35' | Relatório |                | Público: 9,000 Árbitro: Yuriy Savchenko |

### Grupo C
| Selecção        | Pts | J | V | E | D | GM | GS | +/- |
| --------------- | --- | - | - | - | - | -- | -- | --- |
| União Soviética | 5   | 3 | 2 | 1 | 0 | 7  | 1  | +6  |
| Nigéria         | 4   | 3 | 2 | 0 | 1 | 6  | 4  | +2  |
| Austrália       | 2   | 3 | 0 | 2 | 1 | 2  | 3  | −1  |
| Canadá          | 1   | 3 | 0 | 1 | 2 | 0  | 7  | −7  |

| 24 de Agosto de 1985 | União Soviética | 0–0       | Austrália | Estádio Dínamo de Minsk, Minsk                      |
| 15:00                |                 | Relatório |           | Público: 16,000 Árbitro: Victoriano Sánchez Arminio |

| 24 de Agosto de 1985 | Nigéria              | 2–0       | Canadá | Estádio Dínamo de Minsk, Minsk |
| 19:00                | Monday 1' Siasia 78' | Relatório |        | Público: 16,000 Árbitro: -     |

| 26 de Agosto de 1985 | União Soviética                  | 2–1       | Nigéria     | Estádio Dínamo de Minsk, Minsk               |
| 19:00                | Khudojilov 23' (g.p.) Chedia 41' | Relatório | Anunobi 81' | Público: 23,000 Árbitro: José Roberto Wright |

| 27 de Agosto de 1985 | Austrália | 0–0       | Canadá | Estádio Dínamo de Minsk, Minsk        |
| 19:00                |           | Relatório |        | Público: 8,000 Árbitro: Ali Bennaucer |

| 29 de Agosto de 1985 | União Soviética                                                               | 5–0       | Canadá | Estádio Dínamo de Minsk, Minsk        |
| 19:00                | Ketashvili 38' Tatartchouk 39' Ivanauskas 60' Skliarov 64' (g.p.) Kuzhlev 79' | Relatório |        | Público: 16,000 Árbitro: Joel Quiniou |

| 29 de Agosto de 1985 | Austrália                        | 2–3       | Nigéria                            | Estádio Dínamo de Minsk, Minsk        |
| 19:00                | Panagis 27' Kalantzis 38' (g.p.) | Relatório | Adeleye 63' Monday 78' Anunobi 79' | Público: 7,000 Árbitro: Shizuo Takada |

### Grupo D
| Selecção   | Pts | J | V | E | D | GM | GS | +/- |
| ---------- | --- | - | - | - | - | -- | -- | --- |
| México     | 6   | 3 | 3 | 0 | 0 | 6  | 1  | +5  |
| China      | 4   | 3 | 2 | 0 | 1 | 5  | 4  | +1  |
| Paraguai   | 1   | 3 | 0 | 1 | 2 | 3  | 6  | −3  |
| Inglaterra | 1   | 3 | 0 | 1 | 2 | 2  | 5  | −3  |

| 24 de Agosto de 1985 | Inglaterra               | 2–2       | Paraguai              | Tofik Bakhramov Stadium, Baku         |
| 15:00                | Wakenshaw 19' Priest 31' | Relatório | Cartaman 41' Jara 74' | Público: 40,000 Árbitro: Laszlo Padar |

| 24 de Agosto de 1985 | China    | 1–3       | México                                 | Tofik Bakhramov Stadium, Baku             |
| 19:00                | Gong 68' | Relatório | Ambríz 19' (g.p.) García Aspe 30', 45' | Público: 30,000 Árbitro: William K. Munro |

| 26 de Agosto de 1985 | Inglaterra | 0–2       | China                  | Tofik Bakhramov Stadium, Baku                   |
| 19:00                |            | Relatório | Gao H. 76' Gong L. 89' | Público: 12,000 Árbitro: Juan Daniel Cardellino |

| 27 de Agosto de 1985 | Paraguai | 0–2       | México                   | Tofik Bakhramov Stadium, Baku              |
| 19:00                |          | Relatório | Cruz 22' García Aspe 70' | Público: 7,000 Árbitro: Edwin Picon-Ackong |

| 29 de Agosto de 1985 | Inglaterra | 0–1       | México      | Tofik Bakhramov Stadium, Baku              |
| 19:00                |            | Relatório | Becerra 34' | Público: 12,000 Árbitro: Hernán Silva Arce |

| 29 de Agosto de 1985 | Paraguai    | 1–2       | China               | Tofik Bakhramov Stadium, Baku            |
| 19:00                | Mereles 17' | Relatório | Song 14' Gao H. 76' | Público: 15,500 Árbitro: David F.T. Syme |

## Fases finais
|  | Quartas de final        | Quartas de final           |                         |                | Semifinais      | Semifinais     |  |  | Final                   | Final |
|  |                         |                            |                         |                |                 |                |  |  |                         |       |
|  | 1 de Setembro - Yerevan |                            |                         |                |                 |                |  |  |                         |       |
|  |                         |                            |                         |                |                 |                |  |  |                         |       |
|  | Bulgária                | 1                          |                         |                |                 |                |  |  |                         |       |
|  | Bulgária                | 1                          | 4 de Setembro - Moscovo |                |                 |                |  |  |                         |       |
|  | Espanha                 | 2                          |                         |                |                 |                |  |  |                         |       |
|  | Espanha                 | 2                          | Espanha (g.p.)          | 2 (4)          |                 |                |  |  |                         |       |
|  | 1 de Setembro - Minsk   |                            | Espanha (g.p.)          | 2 (4)          |                 |                |  |  |                         |       |
|  |                         | União Soviética            | 2 (3)                   |                |                 |                |  |  |                         |       |
|  | União Soviética         | União Soviética            | 2 (3)                   | 1              |                 |                |  |  |                         |       |
|  | União Soviética         |                            | 7 de Setembro - Moscovo | 1              |                 |                |  |  |                         |       |
|  | China                   | 0                          |                         |                |                 |                |  |  |                         |       |
|  | China                   | 0                          | Espanha                 | 0              |                 |                |  |  |                         |       |
|  | 1 de Setembro - Tbilisi |                            | Espanha                 | 0              |                 |                |  |  |                         |       |
|  |                         | Brasil (a.p.)              | 1                       |                |                 |                |  |  |                         |       |
|  | Brasil                  | Brasil (a.p.)              | 1                       | 6              |                 |                |  |  |                         |       |
|  | Brasil                  | 4 de Setembro - Leningrado |                         | 6              |                 |                |  |  |                         |       |
|  | Colômbia                | 0                          |                         |                |                 |                |  |  |                         |       |
|  | Colômbia                | 0                          | Brasil                  | 2              | Terceiro lugar  | Terceiro lugar |  |  |                         |       |
|  | 1 de Setembro - Baku    |                            | Brasil                  | 2              | Terceiro lugar  | Terceiro lugar |  |  |                         |       |
|  |                         | Nigéria                    | 0                       |                |                 |                |  |  |                         |       |
|  | México                  | Nigéria                    | 0                       | 1              | União Soviética | 0 (1)          |  |  |                         |       |
|  | México                  |                            |                         | 1              | União Soviética | 0 (1)          |  |  |                         |       |
|  | Nigéria                 | 2                          |                         | Nigéria (g.p.) | 0 (3)           |                |  |  |                         |       |
|  | Nigéria                 | 2                          |                         |                | 0 (3)           |                |  |  |                         |       |
|  |                         |                            |                         |                |                 |                |  |  | 7 de Setembro - Moscovo |       |
|  |                         |                            |                         |                |                 |                |  |  |                         |       |

### Quartos-finais
| 1 de Setembro de 1985 | Bulgária       | 1–2       | Espanha                           | Hrazdan Stadium, Yerevan                   |
| 19:00                 | Kostadinov 47' | Relatório | Marcelino 33' Fernando 67' (g.p.) | Público: 20,500 Árbitro: Joseph B. Worrall |

| 1 de Setembro de 1985 | Brasil                                             | 6–0       | Colômbia | Boris Paichadze Stadium, Tbilisi            |
| 17:00                 | Gérson 51', 69', 90' Silas 54' Dida 72' Muller 81' | Relatório |          | Público: 20,000 Árbitro: Berny Ulloa Morera |

| 1 de Setembro de 1985 | União Soviética | 1–0       | China | Dinamo Stadion, Minsk                  |
| 17:00                 | Kuzhlev 1'      | Relatório |       | Público: 40,000 Árbitro: Ali Bennaucer |

| 1 de Setembro de 1985 | México     | 1–2       | Nigéria                   | Tofik Bakhramov Stadium, Baku                   |
| 17:00                 | Medina 50' | Relatório | Igbinabaro 33' Monday 35' | Público: 20,000 Árbitro: Juan Daniel Cardellino |

### Semi-finais
| 4 de Setembro de 1985 | Espanha                    | 2–2 (a.p.) (4-3 g.p.) | União Soviética                       | Luzhniki Stadium, Moscovo                  |
| 19:00                 | Losada 70' Goikoetxea 120' | Relatório             | Khudojilov 38' (g.p.) Ivanauskas 107' | Público: 37,000 Árbitro: Hernán Silva Arce |

| 4 de Setembro de 1985 | Brasil                | 2–0       | Nigéria | Kirov Stadium, Leningrado             |
| 18:00                 | Muller 22' Balalo 44' | Relatório |         | Público: 51,500 Árbitro: Joel Quiniou |

### Terceiro lugar
| 7 de Setembro de 1985 | União Soviética | 0–0 (a.p.) (1-3 g.p.) | Nigéria | Luzhniki Stadium, Moscovo                          |
| 13:00                 |                 | Relatório             |         | Público: 12,500 Árbitro: Jassim Mandi Abdul-Rahman |

### Final
| 7 de Setembro de 1985 | Brasil       | 1–0 (a.p.) | Espanha | Luzhniki Stadium, Moscovo                |
| 19:00                 | Henrique 92' | Relatório  |         | Público: 41,000 Árbitro: David F.T. Syme |

| Brasil | Espanha |

## Premiações

### Campeões
| Campeão do Mundial Sub-20 da FIFA de 1985 BRASIL 2º Título |

### Individuais
| Bota de Ouro     | Bola de Ouro | Fair Play |
| ---------------- | ------------ | --------- |
| Sebastián Losada | Paulo Silas  | Colômbia  |